# Lajčo Evetović
Lajčo Evetović je slikar iz zajednice bačkih Hrvata.
Bitan je kao suinicijator likovne kolonije te kao slikar, zbog čega ga spominje Ante Sekulić.
Jedan je osoba koje su osnovale Likovnu koloniju "Grupa šestorice". To su bili slikari članovi Likovnog odjela pri Radničkog sveučilišta u Subotici koji nisu bili zadovoljni radom ondje. Nezadovoljnici su bili Ludvig Laslo, Lajčo Evetović, Lajoš Đurči, Žarko Rafajlović i Stipan Šabić. Odlučili su pokrenuti svoju grupu. Namjera je bila naći neko naselje gdje će moći otići i raditi. Izabrali su Tavankut. Grupu su osnovali 17. rujna 1961. godine u OŠ Matija Gubec. 
U toj su skupini bili: Petro Stantić, Stipan Šabić (direktor OŠ Matija Gubec), Ludvig Laslo, Marko Vuković (slikar iz Subotice, poslije i član), Žarko Rafajlović, Naco Zelić, Ivan Prćić Gospodar, Lajčo Vidaković (tajnik zajednice kulture u Subotici), Lajoš Đurči, Ivan Jandrić (nastavnik likovnog u OŠ Matija Gubec) i dr Ivan Pančić (pjesnik iz Subotice). 
Poslije su im se pridružile naivne slikarice i umjetnice slamarke. Vremenom je u toj grupi sve više pozornosti posvećeno naivnim slikaricama i slamarkama, pa su Evetović zajedno s još trojicom osnivača povukao iz kolonije.
Izlagao je na skupnim izložbama u Subotici. Prvi je put izlagao 1962., na skupnoj izložbi u Tavankutu. 

## Vanjske poveznice
- Slika s osnivanja Grupe šestorice u Tavankutu  Arhivirana inačica izvorne stranice od 4. veljače 2014. (Wayback Machine),  HKPD Matija Gubec Tavankut
- Zbirka Perčić Zbirka dr Vinka Perčića